# Rasht (circoscrizione elettorale)
La Circoscrizione di Rasht è un collegio elettorale iraniano istituito per l'elezione dell'Assemblea consultiva islamica. 

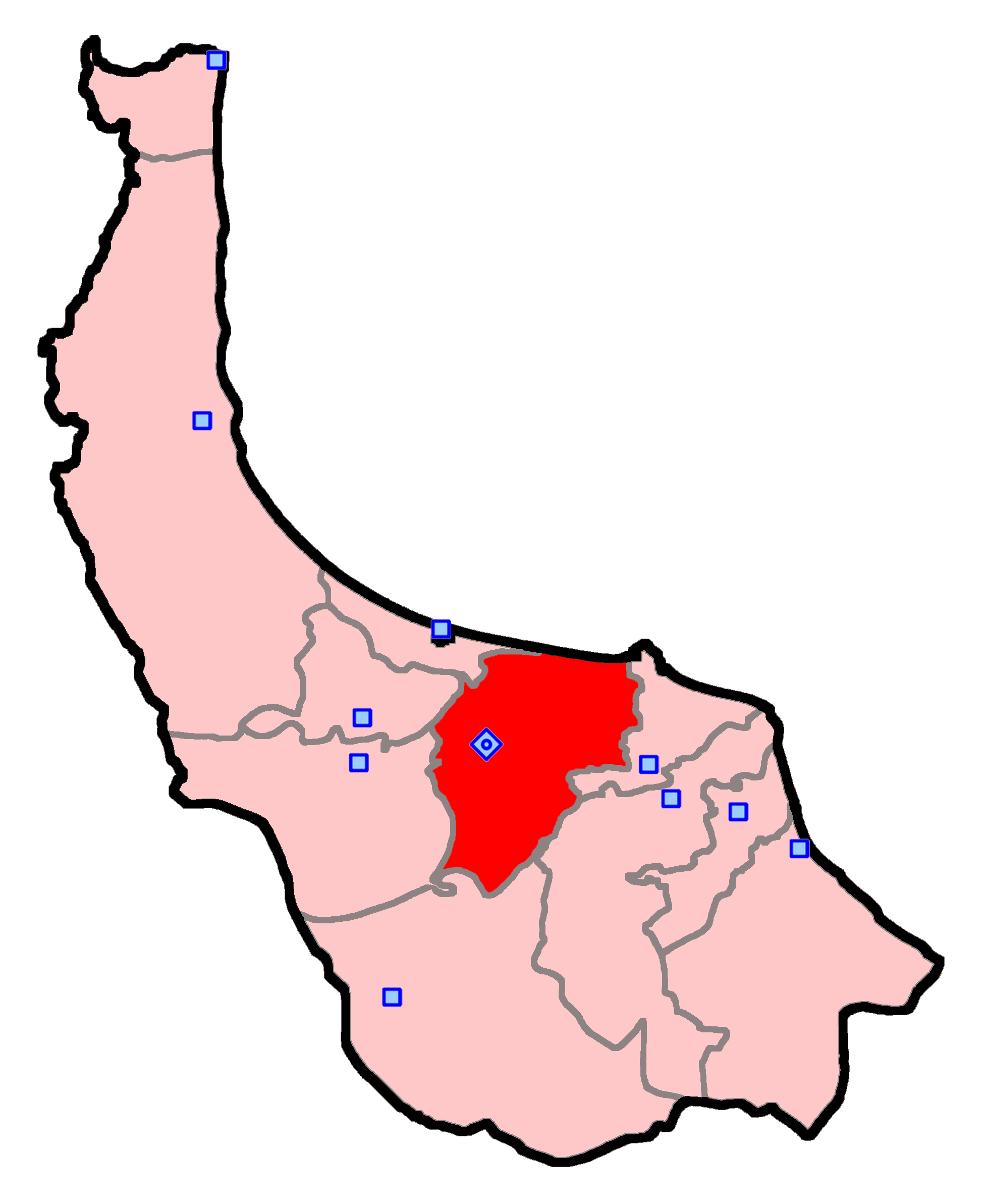
La circoscrizione di Rasht, all'interno della Provincia di Gilan

## Elezioni
| Elezioni parlamentari in Iran del 2016 | Elezioni parlamentari in Iran del 2016 | Elezioni parlamentari in Iran del 2016 | Elezioni parlamentari in Iran del 2016 | Elezioni parlamentari in Iran del 2016 | Elezioni parlamentari in Iran del 2016 | Elezioni parlamentari in Iran del 2016 | Elezioni parlamentari in Iran del 2016 | Elezioni parlamentari in Iran del 2016 | Elezioni parlamentari in Iran del 2016 | Elezioni parlamentari in Iran del 2016 | Elezioni parlamentari in Iran del 2016 | Elezioni parlamentari in Iran del 2016 |
| #                                      | Candidato                              | Affiliazione                           | Affiliazione                           | Lista(e)                               | Lista(e)                               | Lista(e)                               | Lista(e)                               | Lista(e)                               | Lista(e)                               | Voti                                   | %                                      | Note                                   |
| #                                      | Candidato                              | Affiliazione                           | Affiliazione                           | CPR                                    | VP                                     | PMS                                    | FPS                                    | GCP                                    | FSLIL                                  | Voti                                   | %                                      | Note                                   |
| -------------------------------------- | -------------------------------------- | -------------------------------------- | -------------------------------------- | -------------------------------------- | -------------------------------------- | -------------------------------------- | -------------------------------------- | -------------------------------------- | -------------------------------------- | -------------------------------------- | -------------------------------------- | -------------------------------------- |
| 1                                      | Gholam Ali Jafarzadeh                  |                                        | Riformista                             | Sì                                     | Sì                                     | Sì                                     | Sì                                     |                                        |                                        | 90,921                                 | 32.51                                  | Eletti                                 |
| 2                                      | Jabbar Kouchakinejad                   |                                        | Principalista                          |                                        |                                        |                                        |                                        | Sì                                     | Sì                                     | 58,922                                 | 21.07                                  | Accesso al ballottaggio                |
| 3                                      | Ali Aghazadeh Dafsari                  |                                        | Principalista                          |                                        |                                        |                                        |                                        | Sì                                     | Sì                                     | 58,397                                 | 20.88                                  | Accesso al ballottaggio                |
| 4                                      | Valiollah Azamati                      |                                        | Principalista                          |                                        |                                        |                                        |                                        | Sì                                     |                                        | 53,392                                 | 19.09                                  | Accesso al ballottaggio                |
| 5                                      | Mohammad-Sadegh Hasani                 |                                        | Riformista                             | Sì                                     |                                        |                                        |                                        |                                        |                                        | 43,602                                 | 15.59                                  | Accesso al ballottaggio                |
| 6                                      | Mohammad-Hassan Vahedi                 |                                        | Riformista                             | Sì                                     |                                        | Sì                                     |                                        |                                        |                                        | 31,591                                 | 11.30                                  | Sconfitti                              |
| 7                                      | Mozaffar Naamdaar                      |                                        | Principalista                          |                                        |                                        |                                        |                                        |                                        | Sì                                     | 23,418                                 | 8.37                                   | Sconfitti                              |
| 8                                      | Mohammadreza Ahmadi                    |                                        | Principalista                          |                                        |                                        |                                        |                                        |                                        |                                        | 20,605                                 | 7.37                                   | Sconfitti                              |
| 9                                      | Reza Motahari                          |                                        | Principalista                          |                                        |                                        |                                        |                                        |                                        |                                        | 15,398                                 | 5.50                                   | Sconfitti                              |
| 10                                     | Mohammadreza Zibaei                    |                                        | Principalista                          |                                        |                                        |                                        |                                        |                                        |                                        | 12,040                                 | 4.30                                   | Sconfitti                              |
| 11                                     | Mohammad Hassankhah                    |                                        | Principalista                          |                                        |                                        |                                        |                                        |                                        |                                        | 10,721                                 | 3.83                                   | Sconfitti                              |
| ...                                    | ...                                    | ...                                    | ...                                    | ...                                    | ...                                    | ...                                    | ...                                    | ...                                    | ...                                    | ...                                    | ...                                    | Sconfitti                              |
| 24                                     | Mohammadreza Shafiee                   |                                        | Riformista                             |                                        |                                        | Sì                                     |                                        |                                        |                                        | 3,086                                  | 1.10                                   | Sconfitti                              |
| ...                                    | ...                                    | ...                                    | ...                                    | ...                                    | ...                                    | ...                                    | ...                                    | ...                                    | ...                                    | ...                                    | ...                                    | Sconfitti                              |
| 40                                     | Rahman Rahman-Zadeh                    |                                        | Riformista                             |                                        |                                        |                                        | Sì                                     |                                        |                                        | 1,002                                  | 0.36                                   | Sconfitti                              |
| ...                                    | Altri candidati                        | Altri candidati                        | Altri candidati                        | Altri candidati                        | Altri candidati                        | Altri candidati                        | Altri candidati                        | Altri candidati                        | Altri candidati                        | <1,000                                 | <0.36                                  | Sconfitti                              |
| Schede bianche                         | Schede bianche                         | Schede bianche                         | Schede bianche                         | Schede bianche                         | Schede bianche                         | Schede bianche                         | Schede bianche                         | Schede bianche                         | Schede bianche                         | 19,967                                 | 7.14                                   |                                        |
| Voti totali                            | Voti totali                            | Voti totali                            | Voti totali                            | Voti totali                            | Voti totali                            | Voti totali                            | Voti totali                            | Voti totali                            | Voti totali                            | 279,665                                | 279,665                                |                                        |
| Affluenza                              | Affluenza                              | Affluenza                              | Affluenza                              | Affluenza                              | Affluenza                              | Affluenza                              | Affluenza                              | Affluenza                              | Affluenza                              | 40.39%                                 | 40.39%                                 |                                        |

| 1                  | Jabbar Kouchakinejad   |                    | Principalista      | Grande Coalizione Principalista     | 54,316  | 41.35   | Eletti    |
| 2                  | Mohammad-Sadegh Hasani |                    | Riformista         | Coalizione Pervasiva dei Riformisti | 50,406  | 38.37   | Eletti    |
| 3                  | Ali Aghazadeh Dafsari  |                    | Principalista      | Grande Coalizione Principalista     | 48,743  | 37.11   | Sconfitti |
| 4                  | Valiollah Azamati      |                    | Principalista      | -                                   | 30,042  | 22.87   | Sconfitti |
| Voti validi totale | Voti validi totale     | Voti validi totale | Voti validi totale | Voti validi totale                  | 131,349 | 131,349 |           |
| Affluenza          | Affluenza              | Affluenza          | Affluenza          | Affluenza                           | 18.96%  | 18.96%  |           |